# イタリアンドレッシング
イタリアンドレッシング（Italian dressing）は、アメリカ料理およびカナダ料理におけるヴィネグレットソースタイプのサラダドレッシングで、水、酢またはレモン汁、植物油、みじん切りにしたピーマン、砂糖またはコーンシロップ、複数種類を合わせたハーブ、オレガノ、フェンネル、イノンド、食塩などを加えて作る。香りを高めるためにタマネギやニンニクを使うことも多い。瓶詰の商品を買うか、乾燥させた野菜とハーブをミックスしたものに油や酢を混ぜて調製することが多い。
北アメリカ式のイタリアンドレッシングはイタリア本国では使われず、イタリアではサラダにオリーブオイル、酢、塩、食卓に置かれたブラックペッパーをかけるのが一般的で、既製品のヴィネグレットソースは使わない。
イタリアンドレッシングは肉の付けダレや炒め物、サンドイッチにも使われる。パスタサラダにも時折使われる。
イタリアンドレッシングのカロリーは商品によって大きく異なる。
イタリアンドレッシングの一種であるクリーミーイタリアン（Creamy Italian）はイタリアンドレッシングと同じ具材からできているが、バターミルクまたはマヨネーズを加えてクリーミーに仕上げている。

## 作り方の例
基本的なイタリアンドレッシングは、レモン汁3に対してオリーブオイル10を用意し、塩と胡椒を少々加えてよく混ぜて作ることができる。エクストラバージンオリーブオイルを使えば、より薫り高いイタリアンドレッシングになる。